# Dubrovniki Köztársaság
A Dubrovniki Köztársaság (szerbül: Dubrovačka Republika; Дубровачка републикаDubrovačka Republika; Дубровачка република) egy mások által el nem ismert rövid életű állam volt a délszláv háború alatt. A köztársaság területe szinte teljesen megegyezett az 1808-ban megszüntetett Raguzai Köztársasággal. Északon Neumig, délen pedig a Kotori-öböl előteréig nyúlt el. Nevével és fekvésével ellentétben az ország nem a függetlenedett Horvátországhoz, hanem Jugoszláviához, majd Szerbiához kívánt csatlakozni.  A város jelentős horvát lakossága is a nagyobbik délszláv állammal való egyesülést támogatta.
1992 januárjában egy szerb nacionalista, Vojislav Šešelj bejelentette igényét egy szerb-dominanciájú államra, amely a tervek szerint magába foglalta volna Szerbiát, Montenegrót, Hercegovinát, a Krajinai Szerb Köztársaságot, valamint a Dubrovniki Köztársaságot. Šešelj, és az általa vezetett Szerb Radikális Párt kezdeményezésére alakult meg Cavtat elfoglalása után. Hivatalosan a köztársaság a Jugoszláv Néphadsereg kivonulásakor szűnt meg 1992 májusában.

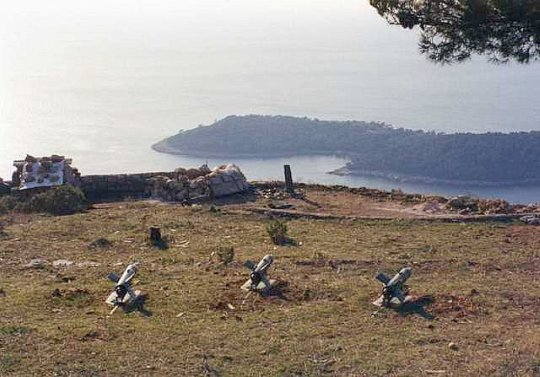
Jugoszláv rakétaállások Dubrovnik mellett 1991 decemberében

Amikor a jugoszláv seregek létrehozták a köztársaságot, a belgrádi parlament elutasította függetlenségét (az állam kikiáltását törvénytelenítették), valamint megvonta az ostromlott város támogatását. Egyébként a szerb kormány elfogadta Dubrovnik város csatlakozási szándékát a tervezett szerb államhoz. A szerb-montenegrói vezetés az ostrom alatt tervezte a Neum és Kotor közötti területek annektálását. Ploče város 1992 elején szerb megszállás alá került, ezzel együtt tervbe lett véve a következő évben megalakuló Boszniai Szerb Köztársaság tengerparttal való összeköttetése is. 
Dubrovnik ostroma alatt a szerb és montenegrói csapatok választás nélkül fosztogatták és ölték meg a helyi földműveseket, falvakat gyújtottak fel és pusztítottak el műemlékeket.Dubrovnik horvát lakosságának nagy részét elűzték, vagy megölték a fosztogatások alatt.
Habár a jugoszláv csapatok elfogadták a tűzszünetet, Ston és környéke még mindig jugoszláv megszállás alatt állt. A tűzszünet elrendelését követően még 1992. október 23-ig folytak a harcok a Neretva völgyében.

## Fordítás
Ez a szócikk részben vagy egészben  a   Dubrovnik Republic (1991) című angol Wikipédia-szócikk ezen változatának fordításán alapul.  Az eredeti cikk szerkesztőit annak laptörténete sorolja fel. Ez a jelzés csupán a megfogalmazás eredetét és a szerzői jogokat jelzi, nem szolgál a cikkben szereplő információk forrásmegjelöléseként.